# NGC 2383
NGC 2383 ist ein offener Sternhaufen im Sternbild Großer Hund und hat eine Winkelausdehnung von 5,0' und eine scheinbare Helligkeit von 8,4 mag. Sein Alter wird auf 250 bis 310 Millionen Jahren geschätzt und ist damit deutlich älter als der ihm räumlich nahe liegende offene Sternhaufen NGC 2384. Es handelt sich also um keinen Doppelhaufen gleicher Entstehungsgeschichte. Er wurde am 15. Februar 1836 von John Herschel entdeckt.